# Michel Hné
Michel Hné (15 maggio 1975) è un ex calciatore francese neocaledoniano, di ruolo portiere.

## Carriera

### Nazionale
Ha debuttato in Nazionale il 6 luglio 2002, in Figi-Nuova Caledonia (2-1). Ha partecipato, con la Nazionale, alla Coppa d'Oceania 2002. Ha collezionato in totale, con la maglia della Nazionale, 18 presenze e 37 reti subite.

## Palmarès

### Club

#### Competizioni nazionali
- Campionato neocaledoniano di calcio: 8

Magenta: 2007-2008, 2008-2009, 2009, 2012, 2014, 2015, 2016, 2018
- Coppa della Nuova Caledonia: 2

Magenta: 2016, 2018